# 伊和乌素苏木
伊和乌素苏木，是中华人民共和国内蒙古自治区鄂尔多斯市杭锦旗下辖的一个乡镇级行政单位。伊和乌素在蒙古语中的意思是“大水”。

## 行政区划
伊和乌素苏木下辖以下地区：
摩林河社区、盐海子社区、巴音乌素嘎查、脑高岱嘎查、陶日木嘎查、哈夏图嘎查、沙日摩仁嘎查、锡尼其日格嘎查、巴音孟和嘎查、乌日更嘎查、阿日善嘎查、巴音嘎查、敖楞布拉格嘎查和巴音温都尔嘎查。